# أوبة
أوبة (بالكردية: Gundî Bêkê‏) هي قرية سوريّة تتبع إداريّاً لمحافظة حلب منطقة عفرين ناحية مركز بلبل. بلغ تعداد سكانها 143 نسمة حسب التعداد السكاني لعام 2004، و1151 نسمة حسب قيود السجل المدني لنهاية عام 2005.

## التسمية
تعني Gundî Bêke باللغة الكردية «قرية البيك» وسماها الأتراك بك أوبه سي / Beg Obesi أي «جماعة البيك»، ويذكر شرفخان اسم بيكان من العشائر الكردية. أما اليوم فهي تعرف رسمياً باسمها المعرب أوبة دون أخذ الجزء الآخر من الاسم حسب الدكتور محمد.